# Lijst van afleveringen van iCarly (seizoen 4)
Het vierde televisieseizoen van iCarly werd uitgezonden op Nickelodeon, van 30 juli 2010 tot 11 juni 2011. Carly Shay (Miranda Cosgrove), Sam Puckett (Jennette McCurdy) en Freddie Benson (Nathan Kress) hebben nog steeds hun eigen webshow, iCarly, dat steeds bekender wordt. Jerry Trainor speelt de grote broer van Carly, Spencer Shay. Vanaf dit seizoen voegt Gibby Gibson (Noah Munck) zich bij de vaste cast en helpt bij vrijwel elke webshow van iCarly.
De serie werd vernieuwd voor een vierde seizoen van 26 afleveringen. Dit gebeurde nadat Miranda Cosgrove een "low to mid seven figure deal" met Nickelodeon afsloot. De productie van dit seizoen startte op 26 mei 2010. Uiteindelijk zijn dit twee seizoenen van ieder 13 afleveringen geworden; mede door de opnames van de andere Nickelodeon serie Victorious, die in dezelfde studio wordt opgenomen. Het seizoen begon op 30 juli 2010.
Op 30 augustus 2011 werd de dvd van dit seizoen uitgebracht.

## Afleveringen
- Noah Munck is vanaf dit seizoen officieel onderdeel van de vaste cast, met zijn personage Gibby.
- Dit seizoen bestaat uit 13 afleveringen.
- Dit seizoen werd gefilmd van mei 2010 tot september 2010.
- Alle afleveringen worden opgenomen in een widescreen 16:9-formaat (HD).
- Een aantal hoofdrolspelers van Victorious, een andere serie van bedenker Dan Schneider, zijn te zien in een aantal afleveringen van dit seizoen.
- Miranda Cosgrove, Jennette McCurdy, Nathan Kress, Jerry Trainor en Noah Munck spelen in alle 13 afleveringen.
- Alle afleveringen van dit seizoen zijn in Nederland uitgezonden.

| # | Nr.   | Titel                                         | Regie         | Script            | Datum                                                             | Productiecode |
| --- | ----- | --------------------------------------------- | ------------- | ----------------- | ----------------------------------------------------------------- | ------------- |
| 71 | 1     | Een Gloednieuwe Kamer (iGot a Hot Room)       | Steve Hoefer  | Dan Schneider     | 30 juli 2010                                                      | 301           |
| Spencer wil Carly de beste verjaardag ooit geven. Hij laat zijn haar knippen door Gibby's grootvader en maakt een gummibeerlamp voor Carly. Maar alles gaat mis wanneer de lamp in brand vliegt en Carly's slaapkamer verwoest. Met de brand blijkt het horloge van Carly's overgrootmoeder vernietigd te zijn. Carly neemt dan een deeltijdbaan aan bij de Groovy Smoothie, terwijl Spencer, Sam, Freddie, Gibby en de bemanning, als verrassing, een mooie nieuwe slaapkamer bouwen. Gastrollen: Jack Carter als Gilbert Gibsson (Gibby's grootvader), BooG!e als T-Bo, David Dean Bottrell als Bob, Stephen Jared als brandmeester |       |                                               |               |                   |                                                                   |               |
| 72 | 2     | De Moeder van Sam (iSam's Mom)                | Adam Weissman | Jake Farrow       | 11 september 2010                                                 | 305           |
| Sam trekt bij Carly in na een ruzie met haar moeder; Freddie wordt gestalkt door een gevaarlijke crimineel. Gastrollen: Jane Lynch als Sams moeder, Mary Scheer als mvr. Benson, Kyle T. Heffner als dr. Parper, Anthony Vitale als schietrook, Aaron Aguilera als de crimineel, BooG!e als T-Bo |       |                                               |               |                   |                                                                   |               |
| 73 | 3     | Grapgraag (iGet Pranky)                       | Adam Weissman | Arthur Gradstein  | 25 september 2010                                                 | 304           |
| Nadat Carly Spencer ertoe verleidt heeft om haar te helpen met het uithalen van een grap ten koste van Sam en Freddie, kan Spencer er niet meer mee stoppen. Gastrollen: BooG!e als T-Bo |       |                                               |               |                   |                                                                   |               |
| 74 | 4     | Penny Shirts (iSell Penny-Tees)               | Russ Reinsel  | Matt Fleckenstein | 2 oktober 2010                                                    | 303           |
| Na de verkoop van een T-shirt in iCarly willen Carly, Freddie en Sam er meer verkopen. Als Sam deze door de kinderen laat maken, willen Carly en Freddie de helft van de kinderen om te kijken bij wie het beter gaat. Terwijl Carly en Freddie de kinderen verwennen, gaat het bij Sam minder goed. Spencer heeft een vriendin uit Oezbekistan die hij niet kan verstaan. Gastrollen: Irina Voronina als Krustacia en Matthew Glen Johnson als Reggie |       |                                               |               |                   |                                                                   |               |
| 75 | 5     | Het Ja-woord (iDo)                            | Steve Hoefer  | Jake Farrow       | 11 oktober 2010                                                   | 302           |
| Een iCarlyfan (Gordon) vraagt zijn vriendin ten huwelijk tijdens de webshow. Carly, Sam, Freddie en Spencer gaan mee naar Wisconsin om naar hun bruiloft te gaan zien. Alleen Jodi wil graag niet met hem gaan trouwen, omdat zij verliefd is op Spencer, waardoor er een probleem ontstaat. Dus Gordon moet gaan zingen om alles goed te komen. Alleen Carly moet te hulp komen wanneer hij niet durft om te gaan zingen. Gibby en zijn broertje zien dat er een briefgeld tussen de boom zit. Gibby vraagt aan een oma te hulp om een briefje te pakken. Gastrollen: Ethan Munck als Guppy, J. D. Walsh als Gordon Birch, Rakefet Abergel als Jodi Flooger, Sherry Weston als Hazel en Joe Dietl als Jeb Birch                                                                                              |       |                                               |               |                   |                                                                   |               |
| 76-77 | 6-7   | De Fanoorlog (iStart a Fan War)               | Steve Hoefer  | Dan Schneider     | 19 november 2010                                                  | 308-309       |
| Carly, Sam en Freddie verheugen zich op het aankomende Webicon, maar al snel loopt het uit de hand als Creddiefans (fans die Carly en Freddie samen willen) en Seddiefans (fans die Sam en Freddie samen willen) een oorlog beginnen. Sam maakt het erger door te zeggen dat Carly en Freddie verliefd op elkaar zijn. Terwijl Carly's vriendje ook bij het Webicon aanwezig is.Spencer is in een gevecht verwikkeld met Aspartamay van een rivaliserende clan in een computerspel. Gastrollen: Jack Black als Aspartamay, Ethan Munck als Guppy, Max Ehrich als Adam; Alec Medlock als Craig, Scott Halberstadt als Eric en Jake Farrow als Gavin (van Drake & Josh) en Abby Wilde als Stacey (van Zoey 101)                                                                                                 |       |                                               |               |                   |                                                                   |               |
| 78 | 8     | Een Ingehuurde dombo (iHire an Idiot)         | Clayton Boen  | Arthur Gradstein  | 12 februari 2011                                                  | 307           |
| Wanneer Carly en Sam iemand zoeken voor hulp bij iCarly, komt er een jongen genaamd Cort langs. Als ze hem aannemen blijkt dat hij dom is. Hij wordt niet ontslagen, omdat hij er mooi uitziet. Freddie huurt een vrouwelijke hulp die net zo knap en dom is als Cort, maar is Ashley echt zo dom als ze zich voordoet? Spencer probeert zijn kunstwerk in een museum neer te zetten. Dit doet hij, omdat zijn opa vindt dat hij weer terug naar school moet. Alleen het wordt te moeilijk om de directie en de bewaking tegen te houden. Gastrollen: Daniel Booko als Cort, Teresa Castillo als Ashley, Justin Prentice als Brad, Malcolm Devine als Roy, Abby Wilde als Stacey, Greg Mullavey als Opa Shay, Rudy Martinez als Stu, Dale Waddington als Museum bewaker en Lavelle Roby als Museum directrice |       |                                               |               |                   |                                                                   |               |
| 79 | 9     | Die zielige Nevel (iPity The Nevel)           | Russ Reinsel  | Matt Fleckenstein | 19 maart 2011                                                     | 306           |
| Carly, Sam en Freddie ontdekken dat hun aartsvijand Nevel Papperman wordt aangevallen, vanwege zijn misdragingen tegen een klein meisje in een supermarkt. De drie vieren feest, totdat Nevel hen om hulp vraagt. Spencer verveelt zich. Gastrollen: Reed Alexander als Nevel Papperman |       |                                               |               |                   |                                                                   |               |
| 80 | 10    | Ongelofelijk (iOMG)                           | Adam Weissman | Dan Schneider     | 9 april 2011                                                      | 310           |
| Sam gedraagt zich erg vreemd de laatste tijd en wanneer de computer app van Freddie en Brad zegt dat ze verliefd is, probeert Carly Sam aan Brad te koppelen. Alleen Sam is later verliefd op Freddie, waardoor zij ging zoenen met Freddie en Carly ziet dit. Gastrollen: Justin Prentice als Brad, Kyle Goleman als een jongen, Tim Russ als conrector Franklin (stem), Ben Begley als voedselkaart jongen en Ethan Munck als Guppy |       |                                               |               |                   |                                                                   |               |
| 81-83 | 11-13 | Feest Met Victorious (iParty with Victorious) | Steve Hoefer  | Dan Schneider     | 11 juni 2011 (Origineel) 27 augustus 2011 (Origineel + Making of) | 311-313       |
| Cross-over met Victorious Carly en Tori hebben beiden een relatie Steven Carson. Sikowitz wil Tori en Beck laten verschieten zodat ze beter hun angst kunnen acteren. Gastrollen: Victoria Justice als Tori, Leon Thomas III als André, Matt Bennett als Robbie, Elizabeth Gillies als Jade, Ariana Grande als Cat, Avan Jogia als Beck, Daniella Monet als Trina, Eric Lange als Sikowitz en Kenan Thompson als zichzelf. |       |                                               |               |                   |                                                                   |               |